# Josef Isenschmid
Josef Isenschmid–Müller (* 21. Juni 1908 in Schötz, Kanton Luzern; † 17. September 2009) war ein schweizerischer Politiker (Konservative Volkspartei).

## Leben
Josef Isenschmid studierte nach seiner Matura am Benediktinerkloster Engelberg an der Universität Freiburg und der Ludwig-Maximilians-Universität München Rechtswissenschaften. In Freiburg wurde er 1933 mit der Arbeit Vormundschaft über Ausländer in der Schweiz und über Schweizer im Ausland zum Dr. iur. promoviert.
Er war zunächst als Rechtsanwalt tätig, trat dann aber in die Verwaltung des Kantons Luzern ein. 1936 wurde er Kommandant der Kantonspolizei und 1941 Oberschreiber (heute: Departementssekretär) des Militärdepartementes (heute: Sicherheitsdepartement).
1955 wurde er für die damalige Konservative Volkspartei in den Regierungsrat des Kantons Luzern gewählt. Bis zu seinem Ausscheiden 1971 leitete er das Militärdepartement. In den Jahren 1960 und 1967 war er Schultheiss (heute: Regierungspräsident).
Isenschmid war Mitglied der AKV Alemannia des Schweizerischen Studentenvereins (Schw. StV.).